# American University of Beirut

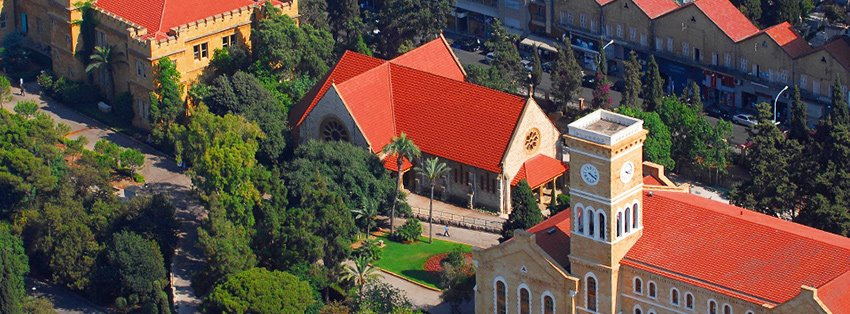
Flygbild över universitetets campus.

American University of Beirut (svenska: Beiruts amerikanska universitet) är ett privat, engelskspråkigt universitet i Beirut, Libanon, grundat 1866 av amerikaner ursprungligen under namnet Syrian Protestant College, men med det nuvarande namnet alltsedan 1920. Universitetets nuvarande president är dr. Fadlo Khuri.
Universitetet har sju fakulteter:
- Fakultet för jordbruk och livsmedelsvetenskap
- Fakultet för humaniora
- Fakultet för hälsovetenskaper
- Fakultet för medicin
- Rafic Hariris skola för omvårdnad
- Maroun Semaans fakultet för teknik och arkitektur
- Suliman S. Olayans affärsskola

American University of Beirut utgör, jämte franskspråkiga Université Saint-Joseph, ett av Mellanösterns, tillika Libanons mest välrenommerade lärosäten. U.S. News & World Report rankade 2016 universitetet som det femte främsta lärosätet i arabvärlden.
I anslutning till American University of Beirut finns, förutom diverse institutioner och museer, även den privata motsvarande gymnasieskolan American Community School at Beirut.